# Satellietfoto

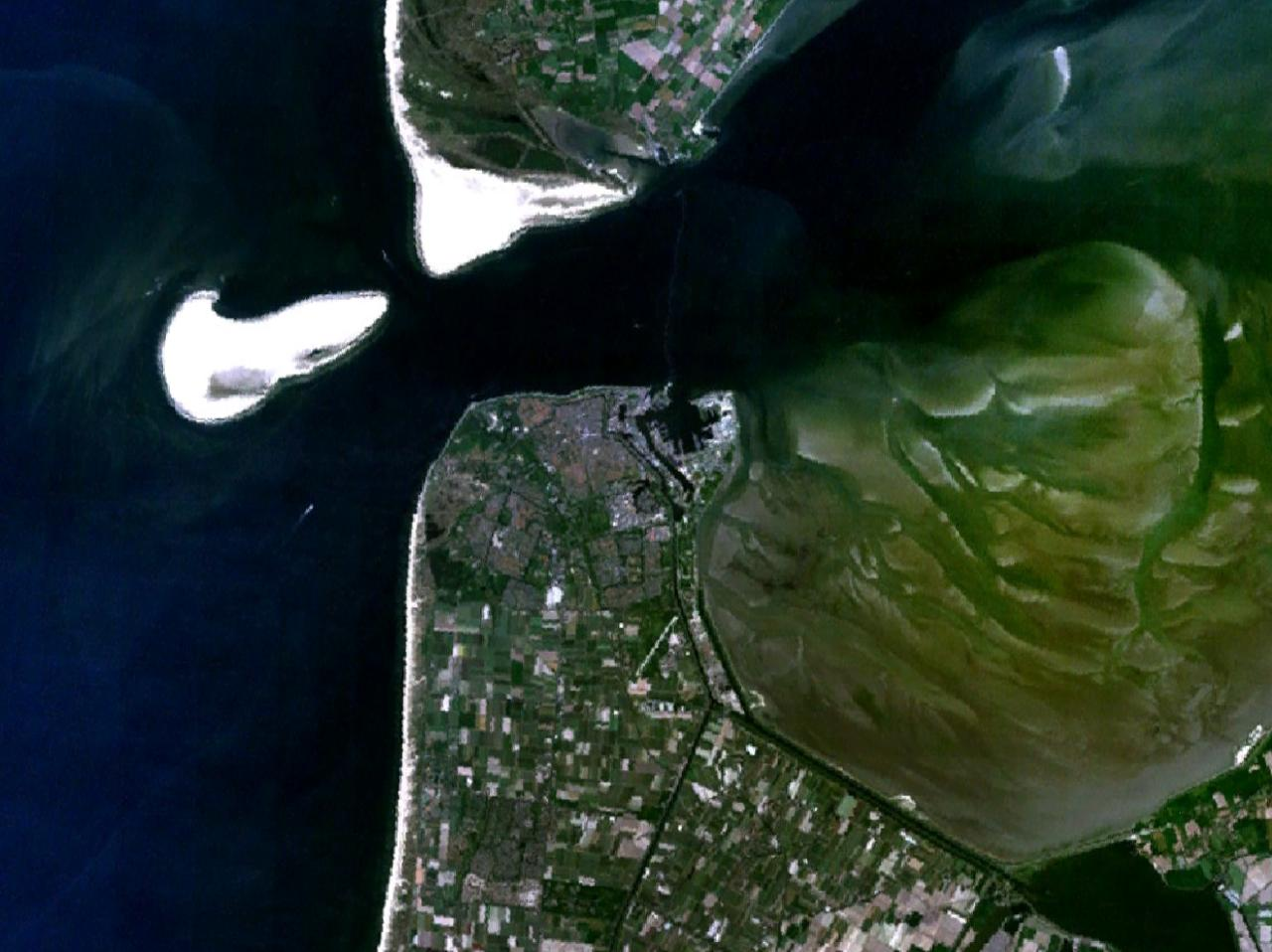
Satellietbeeld van Den Helder en het zuiden van Texel.

Satellietbeelden zijn scans van de aarde gemaakt vanuit de ruimte door een kunstmatige satelliet. Ze zijn op een totaal andere wijze gemaakt dan luchtfoto's die vooral vanuit het vliegtuig worden gemaakt.
De eerste satellietbeelden waren wel foto's, bijvoorbeeld die door de spionagesatelliet CORONA en de weersatelliet TIROS-I in 1960. De eerste satellietfoto van de maan is gemaakt op 6 oktober 1959 door de Russische satelliet LUNA-3, tijdens een maanmissie.
In 1972 is de Verenigde Staten het Landsat-programma begonnen, een groot programma om beelden van de aarde te verkrijgen, dat nog steeds loopt. Dit programma wordt uitgevoerd door NASA. De satellietbeelden die NASA heeft gemaakt zijn via internet vrij verkrijgbaar. Naast NASA maken tegenwoordig vele andere nationale of commerciële ruimtevaartorganisaties satellietbeelden van de aarde.

## Spectrum
De apparatuur in de satelliet maakt opnames in verschillende delen van het elektromagnetisch spectrum. Per deel van het spectrum wordt een opname gemaakt. Door verschillende opnames te combineren, worden aspecten zoals water, vegetatie of warmte-straling goed zichtbaar. Ook kan een normaal gekleurd beeld verkregen worden.

## Pixelgrootte
De resolutie van de satellietbeelden is enorm toegenomen. In het begin lag de pixelgrootte van de beelden in de buurt van enkele kilometers, maar de in 2008 gelanceerde GeoEye-1 kan vanaf een hoogte 680 kilometer details van 41 centimeter onderscheiden.

## Gebruik van satellietbeelden
Satellietbeelden worden voor vele doelen gebruikt (zie remote sensing):
- Monitoring van processen op aarde
- Spionage
- Wetenschappelijk onderzoek

Door de opkomst van internet zijn er echter ook nieuwe mogelijkheden ontstaan, waaronder ook commerciële. De opvallendste nieuwe aspecten van gebruik zijn de zogeheten web based services, oftewel, diensten door gebruik te maken van internet. Een voorbeeld daarvan is Google Earth waarmee de hele wereld te zien is. Over deze satellietbeelden en luchtfoto's kunnen allerlei andere gegevens worden geplot.